# Web.com Tour 2013
De Web.com Tour 2013 was het 24ste seizoen van de opleidingstour van de PGA Tour en het tweede seizoen onder de naam Web.com Tour. Het seizoen begon met het Panama Claro Championship, in februari 2013, en eindigde met het Web.com Tour Championship, in september 2013. Er stonden 25 toernooien op de agenda.

## Kalender
| Data   | Data  | Toernooi                                    | Stad                       | Winnaar           | Score | Score | Info                 |
| ------ | ----- | ------------------------------------------- | -------------------------- | ----------------- | ----- | ----- | -------------------- |
| 21-02  | 24-02 | Panama Claro Championship                   | Panama-Stad, Panama        | Kevin Foley       | 272   | –8    |                      |
| 28-02  | 03-03 | Pacific Rubiales Colombia Championship      | Bogota, Colombia           | Patrick Cantlay   | 266   | –18   |                      |
| 07-03  | 10-03 | Chile Classic                               | Santiago, Chili            | Kevin Kisner      | 267   | –21   |                      |
| 21-03  | 24-03 | Chitimacha Louisiana Open                   | Broussard, Louisiana       | Edward Loar       | 267   | –17   |                      |
| 04-04  | 07-04 | Brasil Classic                              | São Paulo, Brazilië        | Benjamín Alvarado | 265   | –19   | Nieuw toernooi       |
| 11-04  | 14-04 | WNB Golf Classic                            | Midland, Texas             | Alex Aragon       | 272   | –16   |                      |
| 25-04  | 28-04 | South Georgia Classic                       | Valdosta Georgia           | Will Wilcox       | 273   | –15   |                      |
| 02-05  | 05-05 | Stadion Classic at UGA                      | Athens, Georgia            | Brendon Todd      | 205   | –8    | 54-holes (regenweer) |
| 16-05  | 19-05 | BMW Charity Pro-Am                          | Greer, South Carolina      | Mark Anderson     | 259   | –27   |                      |
| 23-05  | 26-05 | Mexico Championship                         | Guanajuato, Mexico         | Michael Putnam    | 275   | –13   | Nieuw toernooi       |
| 30-05  | 02-06 | Mid-Atlantic Championship                   | Potomac, Maryland          | Michael Putnam    | 273   | –7    |                      |
| 13-06  | 16-06 | Air Capital Classic                         | Wichita, Kansas            | Scott Parel       | 266   | –18   |                      |
| 20-06  | 23-06 | Rex Hospital Open                           | Raleigh, North Carolina    | Chesson Hadley    | 265   | –19   |                      |
| 27-06  | 01-07 | United Leasing Championship                 | Newburgh, Indiana          | Ben Martin po     | 277   | –11   |                      |
| 11-07  | 14-07 | Utah Championship                           | Sandy, Utah                | Steven Alker po   | 262   | –22   |                      |
| 18-07  | 21-07 | Midwest Classic                             | Overland Park, Kansas      | Jamie Lovemark    | 266   | –18   |                      |
| 25-07  | 28-07 | Albertsons Boise Open                       | Boise, Idaho               | Kevin Tway po     | 261   | –23   |                      |
| 01-08  | 04-08 | Mylan Classic                               | Canonsburg, Pennsylvania   | Ben Martin        | 267   | –17   |                      |
| 08-08  | 11-08 | Price Cutter Charity Championship           | Springfield, Missouri      | Andrew Svoboda    | 266   | –22   |                      |
| 15-08  | 18-08 | News Sentinel Open                          | Knoxville, Tennessee       | Peter Malnati     | 268   | –16   |                      |
| 22-08  | 25-08 | Cox Classic                                 | Omaha, Nebraska            | Bronson La'Cassie | 263   | –21   |                      |
| Finals |       |                                             |                            |                   |       |       |                      |
| 29-08  | 01-09 | Hotel Fitness Championship                  | Fort Wayne, Indiana        | Trevor Immelman   | 268   | –20   | Nieuw toernooi       |
| 05-09  | 08-09 | Chiquita Classic                            | Davidson, North Carolina   | Andrew Svoboda po | 276   | –12   |                      |
| 12-09  | 15-09 | Nationwide Children's Hospital Championship | Columbus, Ohio             | Noh Seung-yul     | 272   | –12   |                      |
| 26-09  | 29-09 | Web.com Tour Championship                   | Ponte Vedra Beach, Florida | Chesson Hadley    | 270   | –10   |                      |

| po = winnaar na play-off |  | R = rookie |